# Motorola 88110

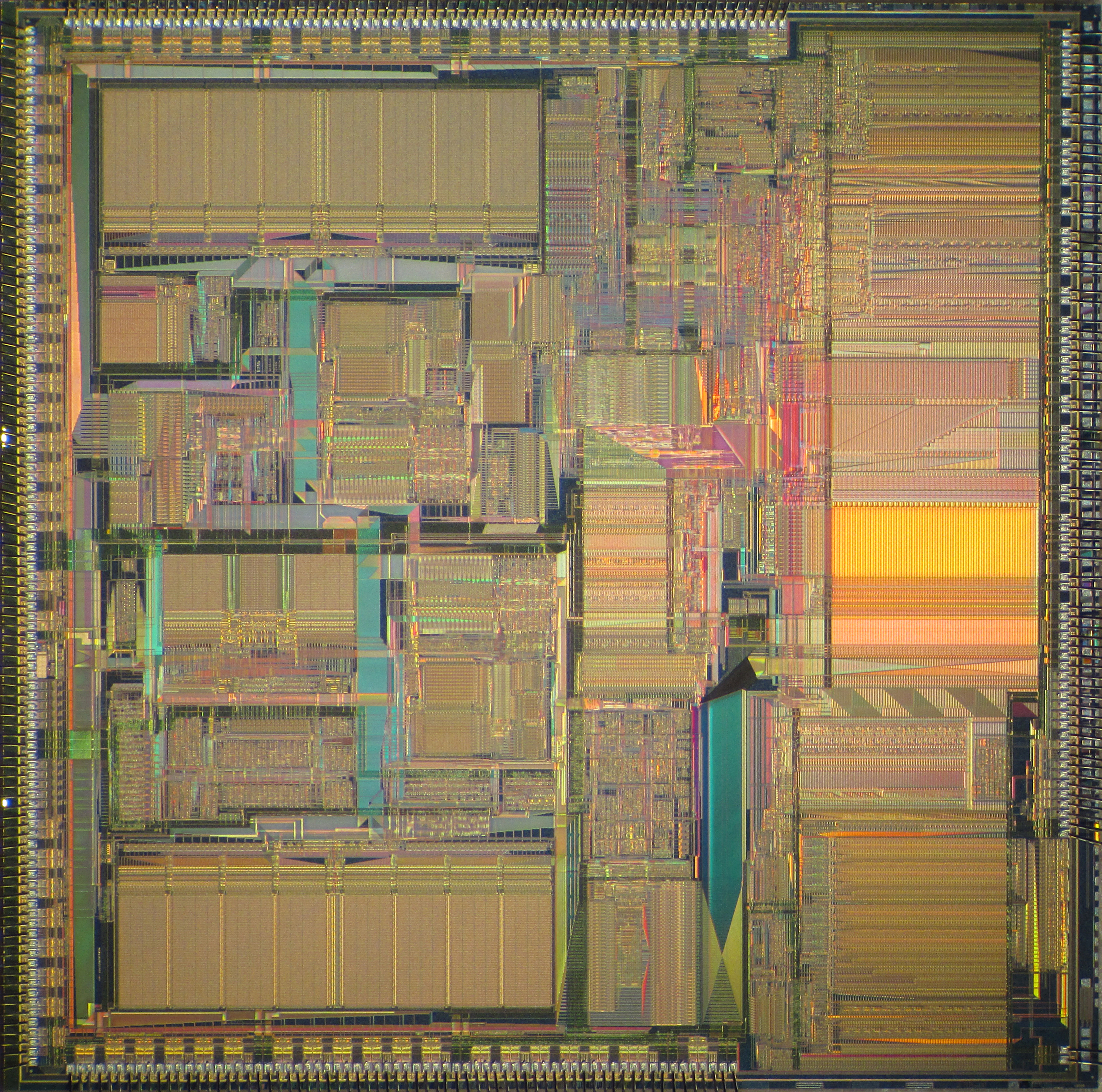
Chipoppervlak van de Motorola MC88110

De MC88110 is een 32-bit RISC-microprocessor uit 1992 die de 88000-instructiesetarchitectuur (ISA) implementeert en ontwikkeld werd door de Amerikaanse elektronicaproducent Motorola, waarvan de halfgeleidertak in 2004 werd verzelfstandigd als Freescale Semiconductor. De MC88110 was de opvolger van de MC88100 en was ontworpen voor gebruik in personal computers en werkstations.
Extern heeft de MC88110 een von Neumann-architectuur (enkel geheugen voor code en data) met een aangepaste Harvard-architectuur intern (aparte instructie- en datacaches). De MC88110 ondersteunde een optionele externe L2-cache van 256 KB tot 2 MB. De L2-cachecontroller was niet geïntegreerd in de MC88110 maar bevond zich op een aparte chip, de MC88410, om kosten te besparen. In tegenstelling tot zijn voorganger was de MMU wel geïntegreerd in de MC88110.
De MC88110 implementeerde uitbreidingen op de originele ISA, zoals een aparte floating-point registerbank, extended-precision (80-bit) floating-point datatypes en nieuwe integer- en grafische instructies. De processor bevatte ook microarchitecturale functies die voorheen niet bestonden in 88000-microprocessoren, zoals tweewegs superscalaire uitvoering, out-of-order completion en speculatieve uitvoering. Ondanks deze nieuwe functies, die enkele architecturale tekortkomingen in de MC88100 corrigeerden, was de MC88110 uiteindelijk niet succesvol en werd slechts in enkele systemen gebruikt. 
De MC88110 bevatte 1,3 miljoen transistoren en werd door Motorola vervaardigd in een 0,8 μm CMOS-proces.
Gebruikers van de MC88110 waren onder andere Data General in hun AViiON-servers, Harris in realtime UNIX-systemen en Motorola zelf in hun single-board computers. NeXT zou een werkstation introduceren met de MC88110, het NeXT RISC Workstation, maar ze verlieten de hardwarebusiness en annuleerden het product voordat de ontwikkeling voltooid was.
De MC88110 werd opgevolgd door PowerPC-microprocessoren die Motorola samen met IBM ontwikkelde als onderdeel van de AIM-alliantie, maar bleef beschikbaar tot 1997.